# Autostrada A11 (Romania)
La A11 è un'autostrada della Romania di cui sono stati costruiti solo 3,5 km e per i rimanenti 115 km rimane allo stato di progetto. L'autostrada A11 ha origine dall'autostrada A1 nei pressi di Arad, capoluogo dell'omonimo distretto. È previsto che raggiunga Oradea nel distretto di Bihor, attraversando gran parte della regione storica Crișana passando dai centri abitati di Curtici, Chișineu-Criș e Salonta. Il progetto prevede un tracciato totale di 118 km.

## Tabella percorso
| A11 ARAD - ORADEA |                      |      |      |           |
| Tipo              | Indicazione          | ↓km↓ | ↑km↑ | Distretto |
|                   | A1 Bucarest - Nădlac | 0,0  | ..   | Arad      |
|                   | Arad Strada DN7      | 3,5  | --   | Arad      |